# 太田英明のモクモクスポーツ
太田英明のモクモクスポーツ（おおたひであきのモクモクスポーツ）は、文化放送で2002年から2005年にナイターシーズンに放送していたスポーツ情報番組である。

## 番組概要
パーソナリティは文化放送の太田英明。放送時間は基本的には木曜17:57 - 19:00だが、文化放送ライオンズナイターの放送枠内の番組であるため、木曜に西武ライオンズの試合がある場合は休止。または平日のうち試合のない他曜日の同じ放送時間に振り替えて放送した。ライオンズの一週間の試合の中で最も印象に残った選手を選ぶコーナーやファーム情報のコーナーがあった。日本プロ野球はもちろん、サッカーなどのいろいろなスポーツ関係者がゲストに登場する。
18:30 - 18:45に『東尾修・理子のおうちにおいでよ』が放送された。
2006年度以後の同スポーツ情報番組は、『岩本勉のまいどスポーツ』に引き継がれた。